# Mongoliska demokratiska förbundet
Mongoliska demokratiska förbundet (Ardtjilsan Cholboo, AC) var en oppositionell grupp i Mongoliet, bildat av intellektuella, den 10 december 1989 efter förebild från den östeuropeiska demokratirörelsen, som nådde framgångar det året.

Man arrangerade hungerstrejker och massdemonstrationer, mot det kommunistiska enpartistyret, som tvingade presidenten Dzjambyn Batmönch att avgå i mars 1990.
I juli samma år hölls fria val i landet, men det gamla kommunistpartiet satt kvar vid makten.
AC ställde upp i valet 1996, som en koalition av flera oppositionspartier, och lyckades, för första gången i Mongoliets historia, förpassa Mongoliska folkets revolutionära parti i oppositionsställning. 
Tsachiagijn Elbegdordzj var ordförande för AC, medan Mendsajchany Enchsajchan ledde dess valkampanj. Enchsajchan blev efter valet utnämnd till premiärminister men tvingades, p.g.a. missnöje med reformtakten, redan två år senare lämna över denna post till Elbegdordzj.

AC upplöstes senare och ersattes av den nya politiska alliansen Moderlandets demokratiska koalition.